# АТХ код А01
АТХ код A01 (англ. ATC code A01)  «Стоматологические препараты» — раздел система буквенно-цифровых кодов Анатомо-терапевтическо-химической классификации, разработанных Всемирной организацией здравоохранения для классификации лекарств и других медицинских продуктов. Подгруппа А01 является частью группы препаратов A «Препараты, влияющие на пищеварительный тракт и обмен веществ».
Коды для применения в ветеринарии (ATCvet коды) могут быть созданы путём добавления буквы Q в передней части человеческого Код ATC: QA01.
Из-за различных национальных особенностей в классификацию АТС могут включаться дополнительные коды, которые отсутствуют в этом списке, который составлен Всемирной организацией здравоохранения.

## A01A Стоматологические препараты

### A01AA Препараты для профилактики кариеса
- A01AA01 Фторид натрия
- A01AA02 Натрия монофторфосфат
- A01AA03 Олафлур
- A01AA04 Фторид олова
- A01AA30 Комбинации
- A01AA51 Комбинации фторида натрия

### A01AB Противомикробные препараты для местного лечения заболеваний
- A01AB02 Пероксид водорода
- A01AB03 Хлоргексидин
- A01AB04 Амфотерицин
- A01AB05 Полиноксилин
- A01AB06 Домифена бромид
- A01AB07 Оксихинолин
- A01AB08 Неомицин
- A01AB09 Миконазол
- A01AB10 Натамицин
- A01AB11 Прочие
- A01AB12 Гексэтидин
- A01AB13 Тетрациклин
- A01AB14 Benzoxonium chloride[англ.]
- A01AB15 Tibezonium iodide[англ.]
- A01AB16 Мепартрицин
- A01AB17 Метронидазол
- A01AB18 Клотримазол
- A01AB19 Перборат натрия
- A01AB21 Хлортетрациклин
- A01AB22 Доксициклин
- A01AB23 Миноциклин

### A01AC Глюкокортикостероиды для местного лечения заболеваний полости рта
- A01AC01 Триамцинолон
- A01AC02 Дексаметазон
- A01AC03 Гидрокортизон
- A01AC54 Комбинации преднизолона

### A01AD Прочие препараты для лечения заболеваний полости рта
- A01AD01 Эпинефрин
- A01AD02 Бензидамин
- A01AD05 Ацетилсалициловая кислота
- A01AD06 Adrenalone[англ.]
- A01AD07 Amlexanox[англ.]
- A01AD08 Бекаплермин
- A01AD11 Прочие